# Lista siturilor arheologice din județul Brașov - S
Lista siturilor arheologice din județul Brașov - S conține toate siturile arheologice din județul Brașov înscrise în Repertoriul Arheologic Național (RAN) și aflate în localități al căror nume începe cu litera S. RAN este administrat de Ministerul Culturii și Patrimoniului Național și cuprinde date științifice, cartografice, topografice, imagini și planuri, precum și orice alte informații privitoare la zonele cu potențial arheologic, studiate sau nu, încă existente sau dispărute.
Puteți căuta un sit din localitățile care încep cu litera S folosind formularul de mai jos sau puteți naviga prin toate siturile din județ la Lista siturilor arheologice din județul Brașov.
| Cod RAN                                   | Denumire | Localitate                                | Adresă        | Datare            | Descoperit | Coordonate | Imagine           | Erori            |
| ----------------------------------------- | --- | ----------------------------------------- | ------------- | ----------------- | ---------- | ---------- | ----------------- | ---------------- |
| 42361.01.01 (Cod LMI: BV-II-m-A-11815.01) | Castelul Brâncoveanu de la Sâmbăta de Sus / ansamblu Castelul Brâncoveanu (Categorie: construcție) (Tip: Castel)      | sat Sîmbăta de Sus, comuna Sambata de Sus | 615           | sec.XVII-XVIII    |            |            | Încărcați imagine | Raportați eroare |
| 41079.01.01                               | Descoperiri neolitice la Satu Nou- Șeaua Cetății / ansamblu anonim (Categorie: neprecizată) (Tip: neprecizat)         | sat Satu Nou, comuna Hălchiu              | Șeaua Cetății | Cucuteni - Ariușd |            |            | Încărcați imagine | Raportați eroare |
| 41079.01.02                               | Descoperiri neolitice la Satu Nou- Șeaua Cetății / ansamblu anonim (Categorie: neprecizată) (Tip: neprecizat)         | sat Satu Nou, comuna Hălchiu              | Șeaua Cetății | Coțofeni          |            |            | Încărcați imagine | Raportați eroare |
| 41079.02.01                               | Situl arheologic de la Satu Nou - "Wierem" / ansamblu anonim (Categorie: locuire civilă) (Tip: Așezare)               | sat Satu Nou, comuna Hălchiu              | Wierem        | Wietenberg        |            |            | Încărcați imagine | Raportați eroare |
| 41079.02.02                               | Situl arheologic de la Satu Nou - "Wierem" / ansamblu anonim (Categorie: locuire civilă) (Tip: Așezare)               | sat Satu Nou, comuna Hălchiu              | Wierem        | dacică            |            |            | Încărcați imagine | Raportați eroare |
| 41079.02.03                               | Situl arheologic de la Satu Nou - "Wierem" / ansamblu anonim (Categorie: locuire civilă) (Tip: Așezare)               | sat Satu Nou, comuna Hălchiu              | Wierem        | VII-VIII          |            |            | Încărcați imagine | Raportați eroare |
| 41079.03.01                               | Așezarea Schneckenberg de la Satu Nou - "Varnvok" / ansamblu anonim (Categorie: locuire civilă) (Tip: Așezare)        | sat Satu Nou, comuna Hălchiu              | Varnvok       | Schneckenberg     |            |            | Încărcați imagine | Raportați eroare |
| 41998.01.01                               | Situl arheologic de la Seliștat / ansamblu anonim (Categorie: locuire civilă) (Tip: Așezare)                          | sat Seliștat, comuna Șoarș                |               | Schneckenberg     |            |            | Încărcați imagine | Raportați eroare |
| 41998.01.02                               | Situl arheologic de la Seliștat / ansamblu anonim (Categorie: locuire civilă) (Tip: Așezare)                          | sat Seliștat, comuna Șoarș                |               | dacică            |            |            | Încărcați imagine | Raportați eroare |
| 40447.01.01                               | Tezaurul monetar dacic de la Săcele / ansamblu anonim (Categorie: depozit/tezaur) (Tip: Depozit)                      | municipiul Săcele                         |               |                   |            |            | Încărcați imagine | Raportați eroare |
| 40447.01.01                               | Tezaurul monetar dacic de la Săcele / complex tezaur (Categorie: depozit/tezaur) (Tip: tezaur monetar)                | municipiul Săcele                         |               |                   |            |            | Încărcați imagine | Raportați eroare |
| 41934.01.01                               | Tezaurul monetar de la Sânpetru / ansamblu anonim (Categorie: depozit/tezaur) (Tip: tezaur)                           | sat Sânpetru, comuna Sânpetru             |               |                   |            |            | Încărcați imagine | Raportați eroare |
| 41934.01.01                               | Tezaurul monetar de la Sânpetru / complex tezaur (Categorie: depozit/tezaur) (Tip: tezaur monetar)                    | sat Sânpetru, comuna Sânpetru             |               |                   |            |            | Încărcați imagine | Raportați eroare |
| 41934.01.02                               | Tezaurul monetar de la Sânpetru / ansamblu anonim (Categorie: depozit/tezaur) (Tip: Așezare)                          | sat Sânpetru, comuna Sânpetru             |               |                   |            |            | Încărcați imagine | Raportați eroare |
| 40447.02.01                               | Situl arheologic de la Săcele / ansamblu anonim (Categorie: locuire civilă) (Tip: Așezare)                            | municipiul Săcele                         |               |                   |            |            | Încărcați imagine | Raportați eroare |
| 40447.02.02                               | Situl arheologic de la Săcele / ansamblu anonim (Categorie: locuire civilă) (Tip: Așezare)                            | municipiul Săcele                         |               | Coțofeni          |            |            | Încărcați imagine | Raportați eroare |
| 41694.01.01                               | Situl arheologic de la Stupinii Prejemerului / ansamblu anonim (Categorie: locuire civilă) (Tip: Așezare)             | sat Stupinii Prejmerului, comuna Prejmer  |               | Wietenberg        |            |            | Încărcați imagine | Raportați eroare |
| 41694.01.02                               | Situl arheologic de la Stupinii Prejemerului / ansamblu anonim (Categorie: locuire civilă) (Tip: Așezare)             | sat Stupinii Prejmerului, comuna Prejmer  |               |                   |            |            | Încărcați imagine | Raportați eroare |
| 41694.01.03                               | Situl arheologic de la Stupinii Prejemerului / ansamblu anonim (Categorie: locuire civilă) (Tip: Așezare)             | sat Stupinii Prejmerului, comuna Prejmer  |               | IX-X-XI           |            |            | Încărcați imagine | Raportați eroare |
| 40447.03                                  | Obiecte eneolitice la Săcele (Categorie: descoperire izolată) (Tip: obiect izolat)                                    | municipiul Săcele                         |               |                   |            |            | Încărcați imagine | Raportați eroare |
| 40447.12.01                               | Situl arheologic de la Săcele- Dealul Bunloc / ansamblu anonim (Categorie: locuire civilă) (Tip: Așezare fortificată) | municipiul Săcele                         |               |                   |            |            | Încărcați imagine | Raportați eroare |
| 40447.04.01                               | Situl arheologic de la Săcele- Bâtca / ansamblu anonim (Categorie: locuire) (Tip: Așezare)                            | municipiul Săcele                         | Bâtca         | Schneckenberg     |            |            | Încărcați imagine | Raportați eroare |
| 40447.04.02                               | Situl arheologic de la Săcele- Bâtca / ansamblu anonim (Categorie: locuire) (Tip: Așezare fortificată)                | municipiul Săcele                         | Bâtca         |                   |            |            | Încărcați imagine | Raportați eroare |